# Angola en los Juegos Olímpicos de Tokio 2020
Angola estuvo representada en los Juegos Olímpicos de Tokio 2020 por un total de 20 deportistas, 16 mujeres y cuatro hombres, que compitieron en cinco deportes.
Los portadores de la bandera en la ceremonia de apertura fueron el regatista Matias Montinho y la jugadora de balonmano Natália Bernardo. El equipo olímpico angoleño no obtuvo ninguna medalla en estos Juegos.